# Contre-la-montre féminin aux championnats du monde de cyclisme sur route 2016
Navigation
Richmond 2015 Bergen 2017
Le contre-la-montre féminin des championnats du monde de cyclisme sur route 2016 a eu lieu le 11 octobre 2016 à Doha, au Qatar.

## Récit de la course
Amber Neben part parmi les premières. Elle réalise le temps de référence à tous les passages intermédiaires. Trixi Worrack et Annemiek van Vleuten sont nettement devancées. Ellen van Dijk passe au deuxième pointage intermédiaire en tête pour cinq secondes mais faiblit sur la fin du parcours. Olga Zabelinskaya, médaillée d'argent aux Jeux olympiques, est cinquième au premier intermédiaire puis troisième des deux suivants. Elle se classe finalement quatrième. Katrin Garfoot est quatrième de chaque intermédiaire mais parvient à accélérer dans le final pour obtenir une médaille de bronze. Amber Neben devient donc de nouveau championne du monde huit ans après son premier titre.

## Classement
| Rang         | Coureuse               | Pays           | Temps            |
| ------------ | ---------------------- | -------------- | ---------------- |
| 1            | Amber Neben            | États-Unis     | 36 min 37 s 04   |
| 2            | Ellen van Dijk         | Pays-Bas       | + 5 s 99         |
| 3            | Katrin Garfoot         | Australie      | + 8 s 32         |
| 4            | Olga Zabelinskaya      | Russie         | + 11 s 52        |
| 5            | Annemiek Van Vleuten   | Pays-Bas       | + 25 s 79        |
| 6            | Lisa Brennauer         | Allemagne      | + 57 s 59        |
| 7            | Trixi Worrack          | Allemagne      | + 1 min 11 s 14  |
| 8            | Ann-Sophie Duyck       | Belgique       | + 1 min 27 s 96  |
| 9            | Katarzyna Pawlowska    | Pologne        | + 1 min 36 s 49  |
| 10           | Alena Amialiusik       | Biélorussie    | + 1 min 41 s 59  |
| 11           | Lotta Lepistö          | Finlande       | + 1 min 57 s 00  |
| 12           | Carmen Small           | États-Unis     | + 2 min 2 s 15   |
| 13           | Anna van der Breggen   | Pays-Bas       | + 2 min 11 s 26  |
| 14           | Hannah Barnes          | Royaume-Uni    | + 2 min 23 s 33  |
| 15           | Elena Cecchini         | Italie         | + 2 min 30 s 28  |
| 16           | Emilia Fahlin          | Suède          | + 2 min 30 s 40  |
| 17           | Julie Leth             | Danemark       | + 2 min 31 s 71  |
| 18           | Ashleigh Moolman-Pasio | Afrique du Sud | + 2 min 45 s 92  |
| 19           | Karol-Ann Canuel       | Canada         | + 2 min 48 s 62  |
| 20           | Cecilie Uttrup Ludwig  | Danemark       | + 2 min 53 s 51  |
| 21           | Eri Yonamine           | Japon          | + 3 min 1 s 79   |
| 22           | Audrey Cordon          | France         | + 3 min 14 s 58  |
| 23           | Olena Pavlukhina       | Azerbaïdjan    | + 3 min 21 s 20  |
| 24           | Olga Shekel            | Ukraine        | + 3 min 28 s 05  |
| 25           | Hayley Simmonds        | Royaume-Uni    | + 3 min 47 s 18  |
| 26           | Valeriya Kononenko     | Ukraine        | + 3 min 58 s 87  |
| 27           | Anastasiia Iakovenko   | Russie         | + 4 min 2 s 19   |
| 28           | Anna Turvey            | Irlande        | + 4 min 14 s 85  |
| 29           | Nicole Hanselmann      | Suisse         | + 4 min 15 s 13  |
| 30           | Sheyla Gutierrez Ruiz  | Espagne        | + 4 min 55 s 32  |
| 31           | Varvara Fasoi          | Grèce          | + 5 min 9 s 59   |
| 32           | Samantha Sanders       | Afrique du Sud | + 5 min 55 s 31  |
| 33           | Mossana Debesai        | Érythrée       | + 6 min 53 s 51  |
| 34           | Ebtissam Mohamed       | Égypte         | + 8 min 15 s 53  |
| 35           | Wehazit Kidane         | Érythrée       | + 8 min 56 s 92  |
| 36           | Hong Guo               | Chine          | + 9 min 42 s 89  |
| 37           | Jiajun Sun             | Chine          | + 10 min 13 s 91 |
| 38           | Najla Aljeraiwi        | Koweït         | + 10 min 19 s 49 |
| 39           | Beatha Ingabire        | Rwanda         | + 13 min 25 s 25 |
| 40           | Nada Aljeraiwi         | Koweït         | + 15 min 10 s 15 |
| disqualifiée | Phetdarin Somrat       | Thaïlande      |                  |